# Варка (гмина)
Варка (пол. Warka) — гмина (уезд) в Польше, входит как административная единица в Груецкий повет, Мазовецкое воеводство. Население — 18 976 человек (на 2004 год).

## Демография
| Перепись                       | Всего   | Всего | Женщины | Женщины | Мужчины | Мужчины |
| ------------------------------ | ------- | ----- | ------- | ------- | ------- | ------- |
| Единицы                        | человек | %     | человек | %       | человек | %       |
| Население                      | 18 976  | 100   | 9648    | 50,8    | 9328    | 49,2    |
| Плотность населения (чел./км²) | 94,3    | 94,3  | 48      | 48      | 46,4    | 46,4    |

## Сельские округа
1. Боньча
2. Борове
3. Бранкув
4. Бжезинки
5. Буды-Михаловске
6. Буды-Опожджевске
7. Дембноволя
8. Гонски
9. Госневице
10. Гражына
11. Гжегожевице
12. Гуцин
13. Хорниги
14. Калина
15. Казимеркув
16. Клёнова-Воля
17. Конары
18. Кшеснякув
19. Ляски
20. Леханице
21. Магерова-Воля
22. Михальчев
23. Михалув-Дольны
24. Михалув-Гурны
25. Михалув-Парцеле
26. Мурованка
27. Нивы-Остроленцке
28. Нова-Весь
29. Нове-Бискупице
30. Опожджев
31. Остроленка
32. Острувек
33. Пальчев
34. Пальчев-Парцеля
35. Пясечно
36. Пилица
37. Подгужице
38. Прусы
39. Пшилёт
40. Стара-Варка
41. Старе-Бискупице
42. Вихрадз
43. Воля-Пальчевска
44. Вроцишев
45. Заструже

## Поселения
1. Варка
2. Беляны
3. Дрога-Вихрадзка
4. Колёня-Госневска
5. Колёня-Ляски
6. Немоевице
7. Виняры
8. Гаювка-Михалув
9. Нова-Остроленка
10. Нове-Гжегожевице
11. Оскардув
12. Паулин

## Соседние гмины
1. Гмина Бялобжеги
2. Гмина Хынув
3. Гмина Грабув-над-Пилицей
4. Гмина Ясенец
5. Гмина Магнушев
6. Гмина Промна
7. Гмина Собене-Езёры
8. Гмина Стромец
9. Гмина Вильга